# Duncan McGuire (labdarúgó)
Duncan McGuire (Omaha, 2001. február 5. –) amerikai válogatott labdarúgó, az Orlando City csatára.

## Pályafutása

### Klubcsapatokban
McGuire a nebraskai Omaha városában született. Az ifjúsági pályafutását az Elkhorn akadémiájánál kezdte.
2023-ban az Orlando City észak-amerikai első osztályban szereplő felnőtt keretében. Először 2023. március 12-én, a DC United ellen idegenben 1–1-es döntetlennel zárult bajnokin lépett pályára és egyben megszerezte első gólját is a klub színeiben.

### A válogatottban
McGuire tagja volt az U23-as korosztályú válogatottnak. 2024-ben részt vett az olimpián amerikai színekben.
2024 januárjában debütált a felnőtt válogatottban.

## Statisztikák
2023. június 25. szerint
| Klub         | Szezon   | Osztály  | Bajnokság | Bajnokság | Kupa  | Kupa | Nemzetközi | Nemzetközi | Összesen | Összesen |
| Klub         | Szezon   | Osztály  | Meccs     | Gól       | Meccs | Gól  | Meccs      | Gól        | Meccs    | Gól      |
| ------------ | -------- | -------- | --------- | --------- | ----- | ---- | ---------- | ---------- | -------- | -------- |
| Orlando City | 2023     | MLS      | 15        | 6         | 1     | 0    | 1          | 0          | 17       | 6        |
| Összesen     | Összesen | Összesen | 15        | 6         | 1     | 0    | 1          | 0          | 17       | 6        |

### A válogatottban
| Válogatott       | Év       | Pályára lépés | Gól |
| ---------------- | -------- | ------------- | --- |
| Egyesült Államok | 2024     | 1             | 0   |
| Összesen         | Összesen | 1             | 0   |